# Хемхемет

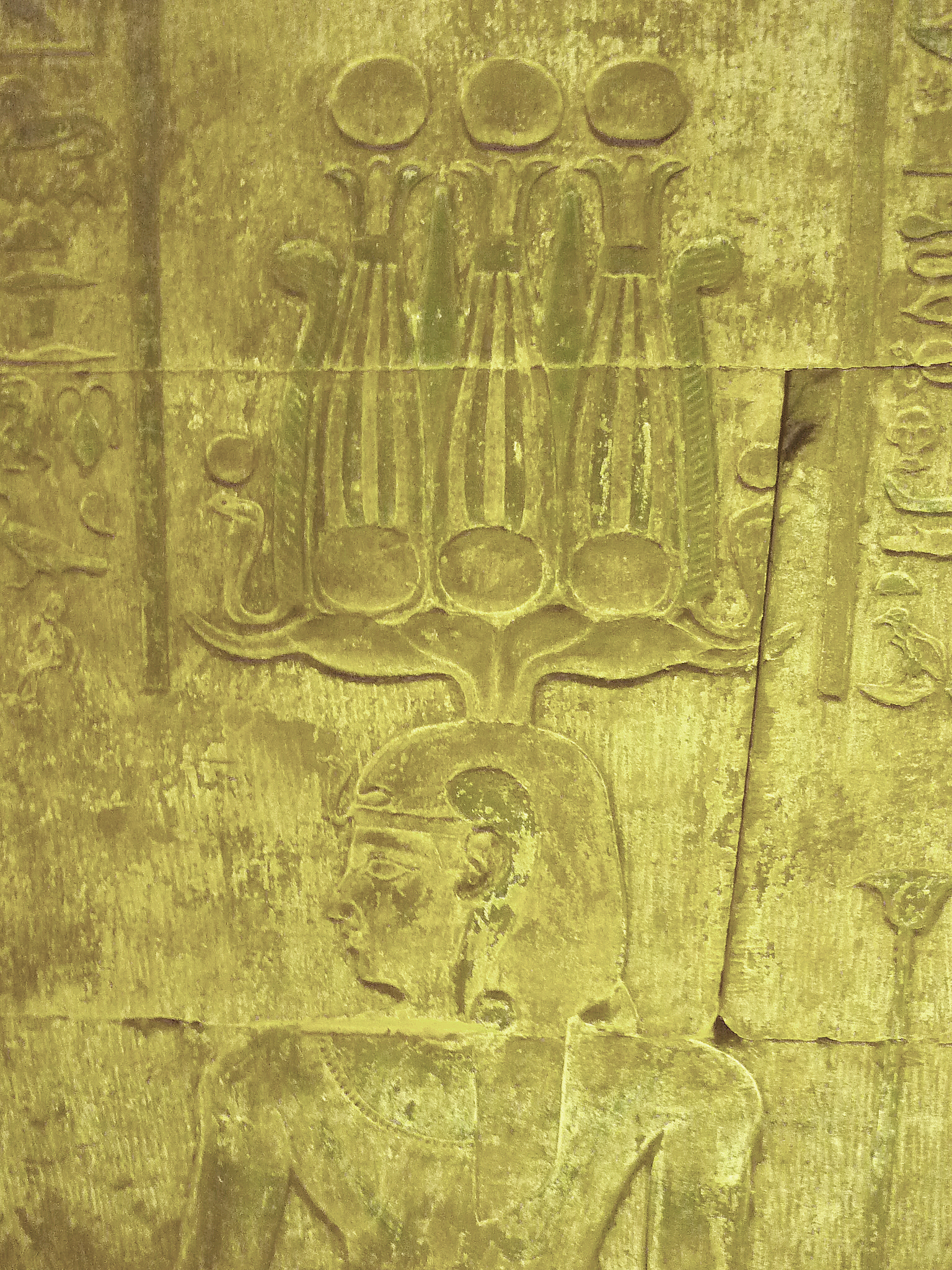
Корона Хемхемет. Барельеф в храме Эдфу.

Хемхемет (также известна как «тройная корона атеф») — ритуальная древнеегипетская корона. Хемхемет состоит из трёх корон атеф, каждая из которых раскрашена разноцветными полосами жёлтого, синего, зелёного и красного цвета; с обеих сторон хемхемет увенчана страусиными перьями; также корона может быть украшена солнечными дисками Ра; в основании короны разветвляются два закрученных по спирали бараньих рога; иногда, особенно в тех случаях, когда подобные короны носили фараоны, с рогов хемхемет могли свисать большие уреи.
В зависимости от контекста, бараньи рога являлись символом бога солнца Амона, создателя всего живого Хнума и лунного бога Яха.
Подобную корону иногда надевали поверх немеса. Название короны можно перевести как «вопль» или «военный клич».
Корону хемхемет носили такие боги, как нубийский бог солнца Мандулис, львиноголовый бог войны Маахес и в редких случаях бог мудрости Тот. Ещё реже подобные короны носили фараоны.
До наших времён не дошло ни одного сохранившегося экземпляра короны хемхемет, поэтому неизвестно как они были устроены и из каких материалов их изготовляли. Есть только предположения, что они могли быть сплетены из тростника или какого-либо похожего материала (поэтому в научной литературе применительно к короне хемхемет нередко встречается название «тростниковая корона»).

## Сохранившиеся изображения
Впервые корона хемхемет появляется в изображениях XVIII династии, а конкретно царя (фараона) Тутмоса I. Кроме того, в период правления Эхнатона она была изображена на настенном рельефе гробницы в Амарне, где в такой короне представлен Рамзес II. Необычное изображение было найдено на оборотной стороне позолоченного трона в гробнице Тутанхамона, где вместо головного убора немес поверх парика надета корона хемхемет с диадемой сешед. Это редкое сочетание соответствует иконографии ребёнка-бога Гор-па-херд в храме Калабша, который был украшен римским императором Августом.

## Символика
Корона, которую носили только во время важных церемоний, символизировала могущество и божественное происхождение власти фараона. Использование короны засвидетельствовано изображениями на монетах вплоть до эпохи римского владычества.

## Галерея

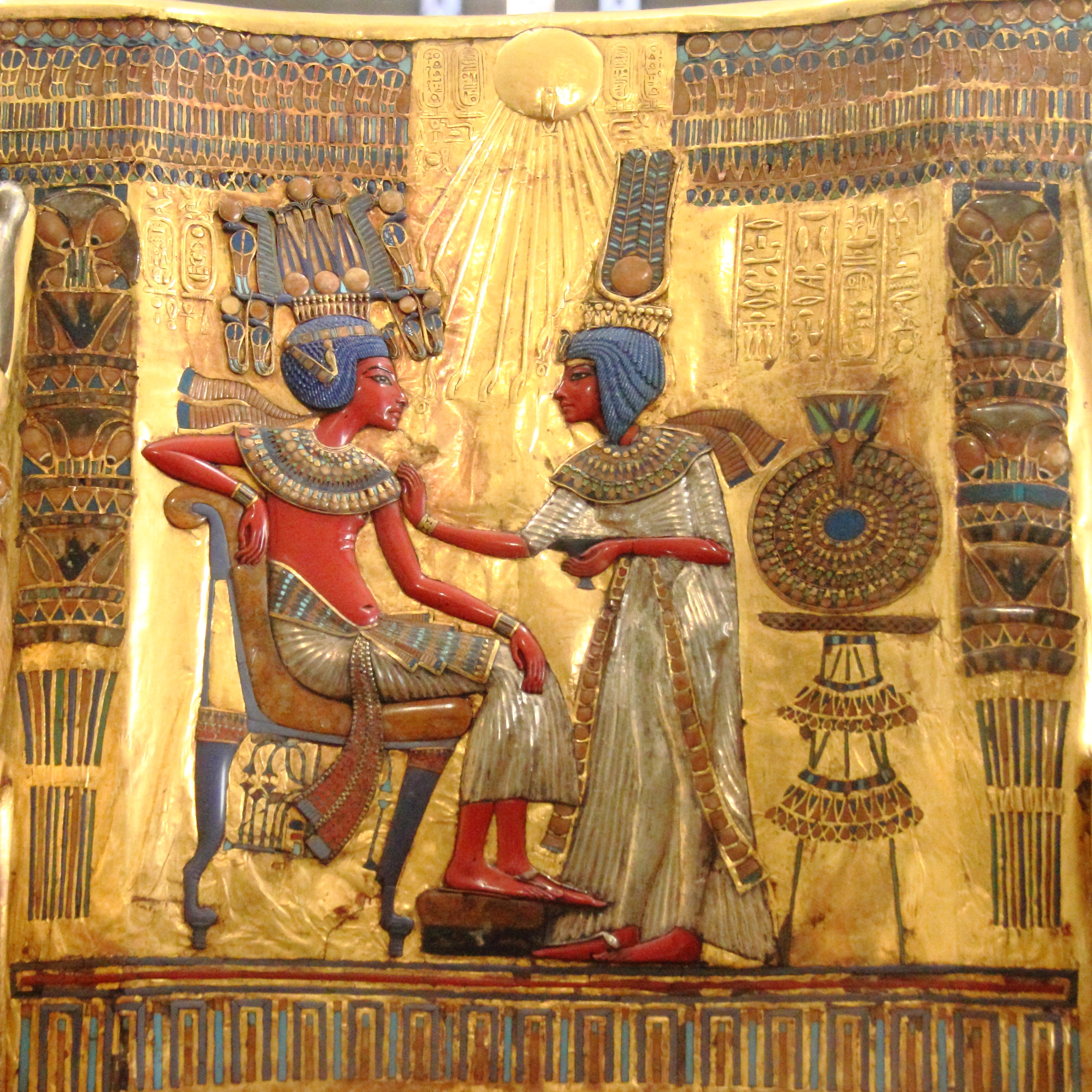
Тутанхамон в тройной короне атеф.
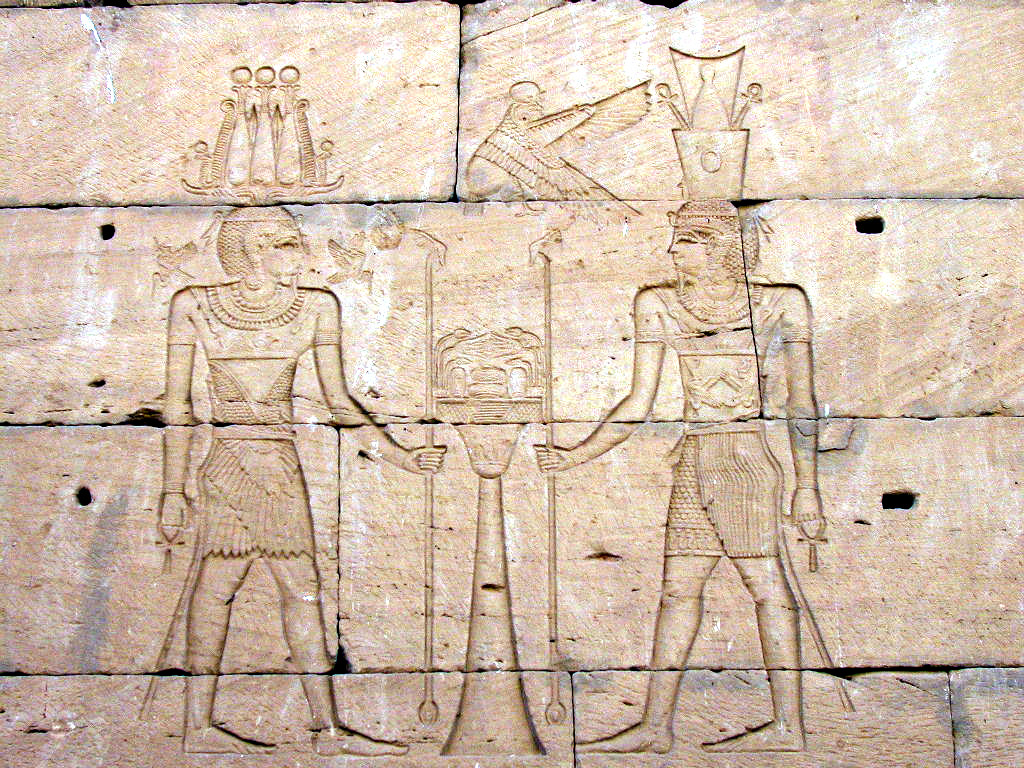
Мандулис (слева) в короне хемхемет.
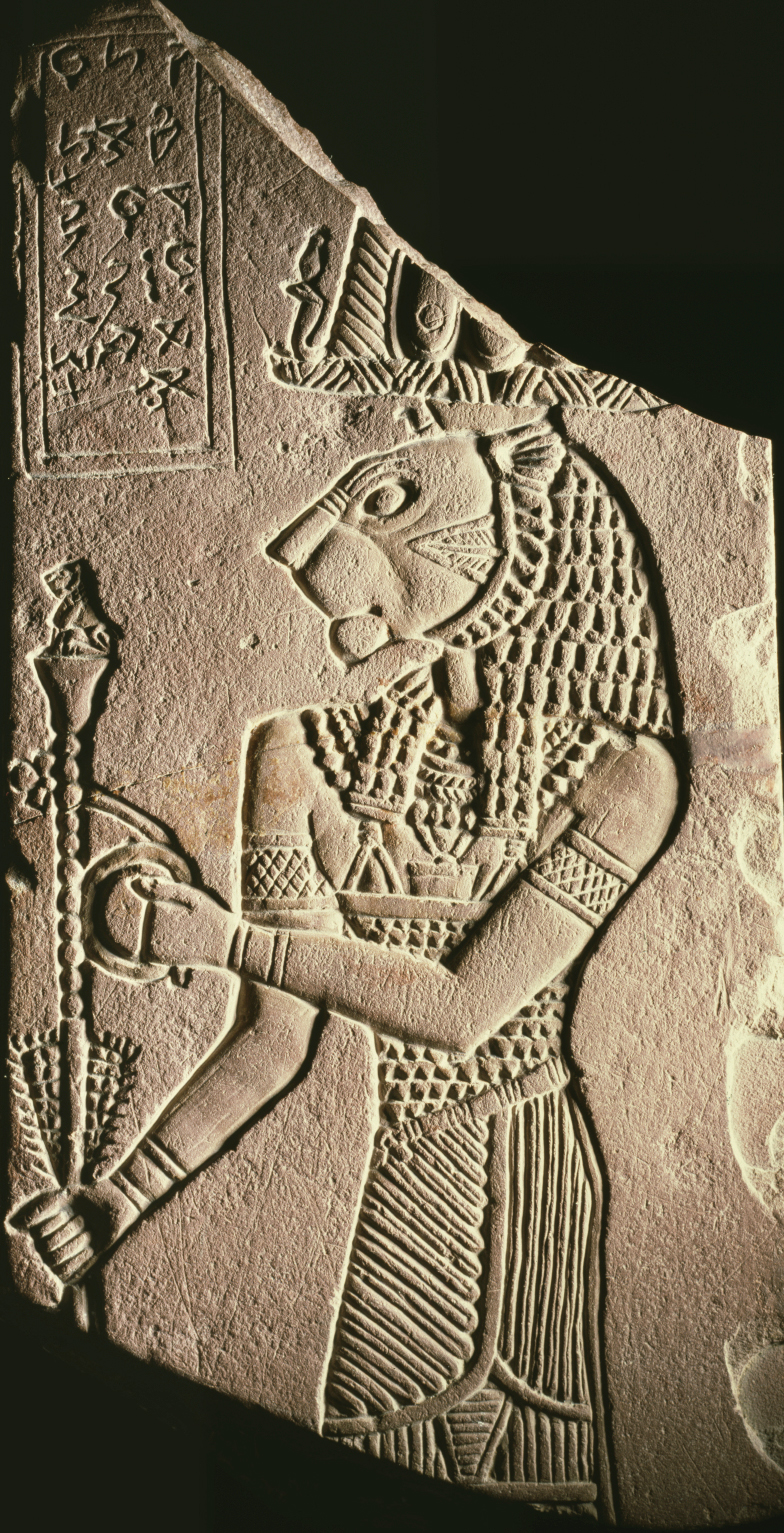
Маахес в короне хемхемет.
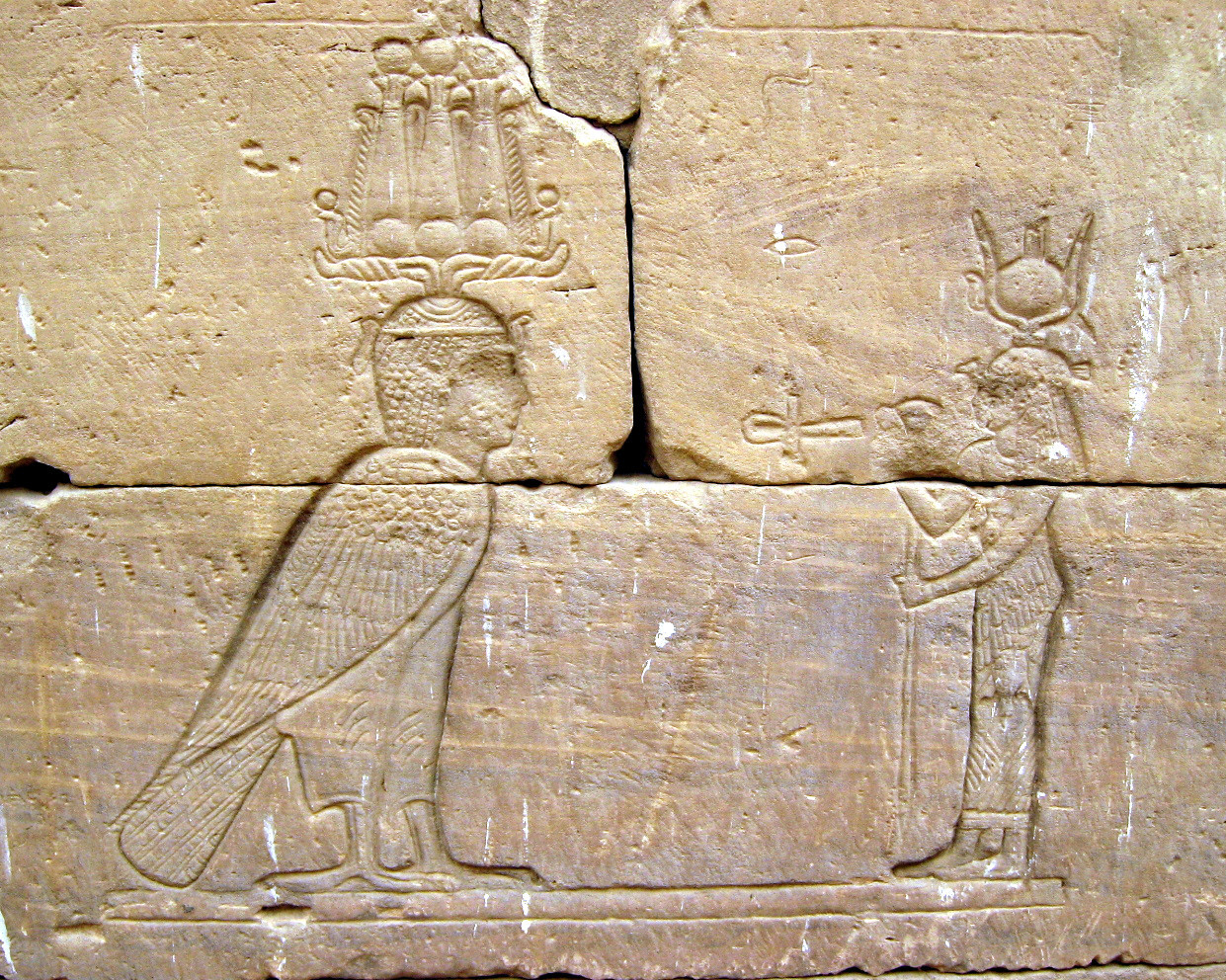
Мандулис в короне хемхемет, справа богиня Исида.